# Nódulo de Bouchard

Esta imagem ilustra dedos apresentando Nódulos de Bouchard.

Nódulos de Bouchard são nódulos rígidos localizados nas articulações interfalangeanas proximais. Podem ser um sinal de osteoartrite ou, mais raramente, de artrite reumatoide. Frequentemente observados na osteoartrite, esses nódulos são causados pela calcificação da cartilagem articular (osteófitos). Aparecem com menor incidência na artrite reumatoide, sendo causados, nesse caso, pela deposição de anticorpos no líquido sinovial. Podem estar associados à formação de pseudocistos de mucina.
Os nódulos de Bouchard são semelhantes aos nódulos de Heberden, que são encontrados com mais frequência na população e, por sua vez, se localizam nas articulações interfalangeanas distais.
Foram nomeados pelo patologista francês Charles-Joseph Bouchard (1837-1915).